# Elbtower
Elbtower es un rascacielos en construcción en Hamburgo, Alemania. Con 64 plantas y 245 metros de altura, una vez finalizado será el edificio más alto de la ciudad y el tercero de Alemania. Su construcción comenzó en 2021 y se espera que esté finalizada en 2026, con un coste de 700 millones de euros, según las estimaciones.
El edificio fue diseñado por Christoph Felger de David Chipperfield Architects. Está ubicado al sureste del distrito de HafenCity y cubre una superficie aproximada de un triángulo rectángulo isósceles, con la hipotenusa paralela a la orilla del Oberhafenkanal hacia el noreste y uno de los catetos paralelo al río Elba.
Su construcción se encuentra paralizada desde noviembre de 2023, debido a que Signa Prime, parte de René Benko, no había cumplido sus pagos a la empresa constructora Lupp.